# بطولة إفريقيا للسباحة 2018
بطولة أفريقيا للسباحة 2018 هي النسخة الثالثة عشر من بطولة إفريقيا للسباحة، ودارت فعالياتها في مدينة الجزائر من 10 إلى 16 سبتمبر 2018.